# Chris Lawler
Christopher „Chris“ Lawler (* 20. Oktober 1943 in Liverpool) ist ein englischer Fußballspieler, der viel zu den Erfolgen des FC Liverpool in den 1960er- und 1970er-Jahren beitrug.

## Sportlicher Werdegang
Lawler trat im Jahr 1959 in den örtlichen Fußballverein ein und feierte mit 19 sein Debüt als rechter Verteidiger. In den folgenden zwei Spielzeiten verbesserte er sich kontinuierlich, bis er schließlich 1965 in die erste Elf als Rechtsverteidiger vorgerückt war und beim Sieg im Finale des FA Cups gegen Leeds United im Wembley-Stadion auf dem Feld stand und der Verein den Pokal zum ersten Mal in seiner Geschichte gewinnen konnte.
Fortan war er für Trainer Bill Shankly die erste Wahl und verpasste in den folgenden sieben Saisons lediglich drei Spiele. 1966 gewann er die Ligameisterschaft und überstand Shanklys großen Umbruch, der viele Stars aus den 1960ern durch junge Talente ersetzte. Neben ihm blieben aus der „alten Generation“ nur Emlyn Hughes, Ian Callaghan und Tommy Smith in der Mannschaft. Lawler stand 1971 im Finale des FA Cups auf dem Feld, als Liverpool dieses gegen Arsenal verlor. 1973 gewann er mit den Reds erneut die Meisterschaft und den UEFA-Pokal. Zu dieser Zeit absolvierte er auch vier Spiele für die Nationalmannschaft und traf in seinem Debüt gegen Malta. 1974 saß er im Finale des FA Cups verletzt auf der Bank, erhielt aber auch eine der Gewinnermedaillen, nachdem Liverpool Newcastle United 3:0 geschlagen hatte. Nach Shanklys Abschied im Sommer 1974 neigte sich auch Lawlers Zeit in Liverpool ihrem Ende zu. Der neue Trainer Bob Paisley verpflichtete den ausgezeichneten Rechtsverteidiger Phil Neal am Ende des Jahres, Lawler spielte von da an nur noch sporadisch. Im September 1975 lief er zum letzten Mal für Liverpool auf und wechselte zum FC Portsmouth, der von seinem ehemaligen Liverpooler Mannschaftskollegen Ian St. John trainiert wurde.
Nach zwei Jahren im Portsmouth und einem zwischenzeitlichen Gastauftritt in der nordamerikanischen Profiliga NASL bei den Miami Toros spielte er zwischen 1977 und 1978 noch für Stockport County, bevor er beim walisischen Klub Bangor City und danach in Norwegen bei IK Grand Bodø und Raufoss IL seine Spielerkarriere ausklingen ließ.
Er ist seitdem ab und zu als Talentsucher für Liverpool aktiv. Gleichzeitig bringt er in Skelmersdale Kindern das Fußballspielen bei.

## Erfolge
- UEFA-Pokal: 1973
- Englische Meisterschaft: 1966, 1973
- Englischer Pokal: 1965, 1974
- Charity Shield: 1965 (geteilt), 1966